# Parc Alexandrino
Ne doit pas être confondu avec [[:le Parc Alexandre à Tsarskoïe Selo]].
Le parc Alexandrino (en russe : парк Александрино) est un parc forestier situé dans le district de Kirov de Saint-Pétersbourg entre l'avenue Stachek, l'avenue Narodnogo Opoltchenia et la rue Kozlov. Le parc est divisé en deux parties - nord et sud . Sa superficie est de 110,52 hectares .

## Histoire
Le parc Alexandrino est apparu au début du XIXe siècle et comprend les parcs des anciens domaines d'Alexandrino (partie nord ) et d'Oulianka (partie sud ), qui dans la seconde moitié du XVIIIe siècle appartenaient à l'homme d'État et chef militaire Ivan Tchernychev, et au milieu du XIXe siècle ont été achetés par le comte Dimitri Cheremetiev. Au milieu du XIXe siècle, un parc paysager est créé dans le domaine Alexandrino (par les architectes N. Benois, K. Muller et autres).
Pendant la Seconde Guerre mondiale, le territoire du parc était situé à proximité immédiate de la ligne de front de la défense de Léningrad. Le parc a été considérablement endommagé , les bâtiments du domaine d'Oulianka ont été détruits, la galerie et l'aile orientale du domaine d'Alexandrino ont été complètement détruites près du palais principal (château Alexandrino). Le bâtiment a été reconstruit en 1960 , .
Depuis les années 1970, le parc Alexandrino est un lieu de repos pour les habitants des zones voisines de logements de masse Oulianka et Datchnoïe. Dans les années 1980, la partie centrale du parc a été réaménagée en zone de loisirs .

## Menaces actuelles
Le parc est sous la menace d'un aménagement, qui est en cours, malgré les « dizaines de procès gagnés par les habitants » . L'autorisation de transporter dans le parc du matériel de construction, délivrée par le comité municipal de protection des monuments historiques (KGIOP), a notamment été déclarée illégale par le tribunal  .

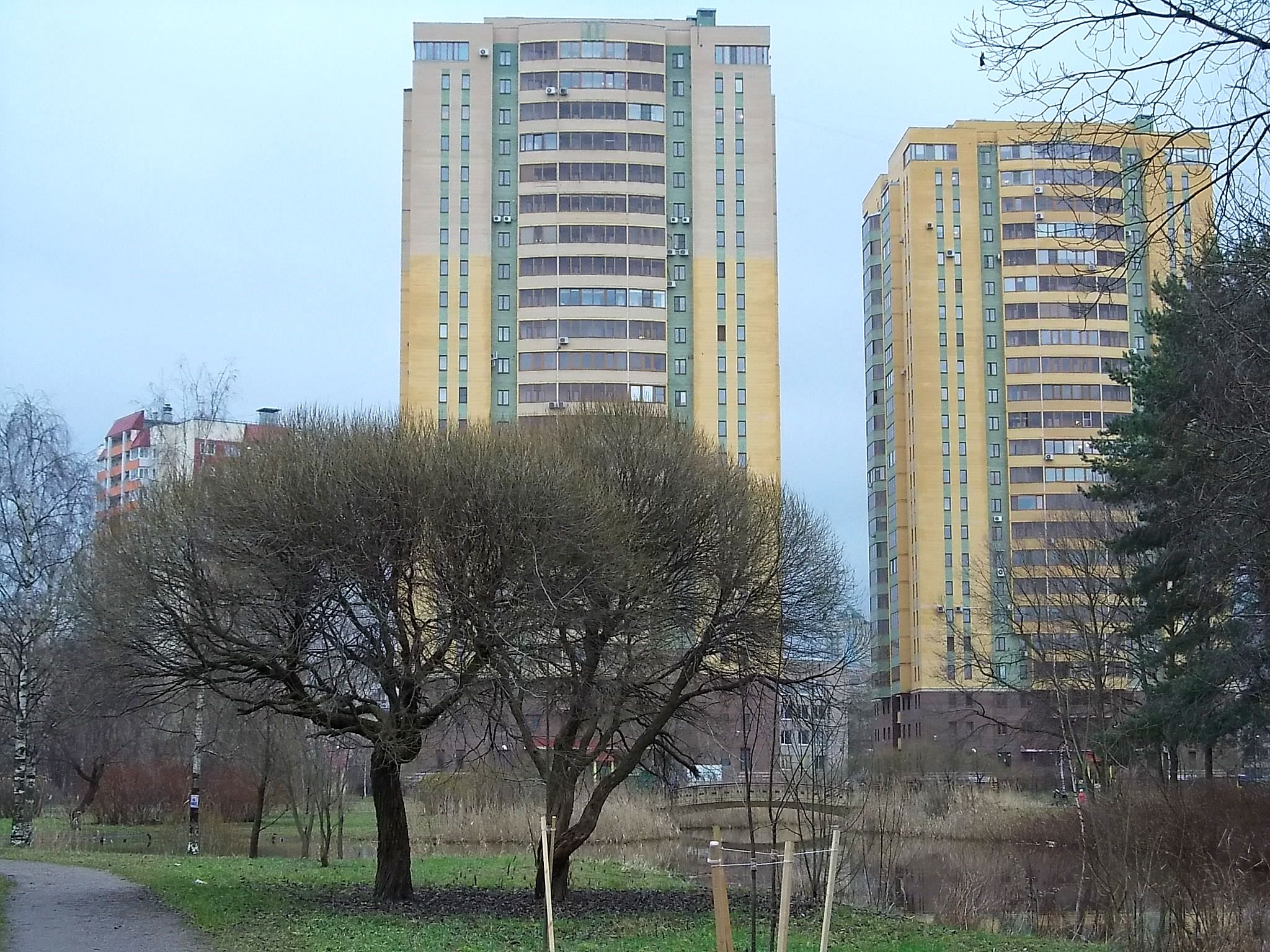
Immeubles "avançant" sur le parc
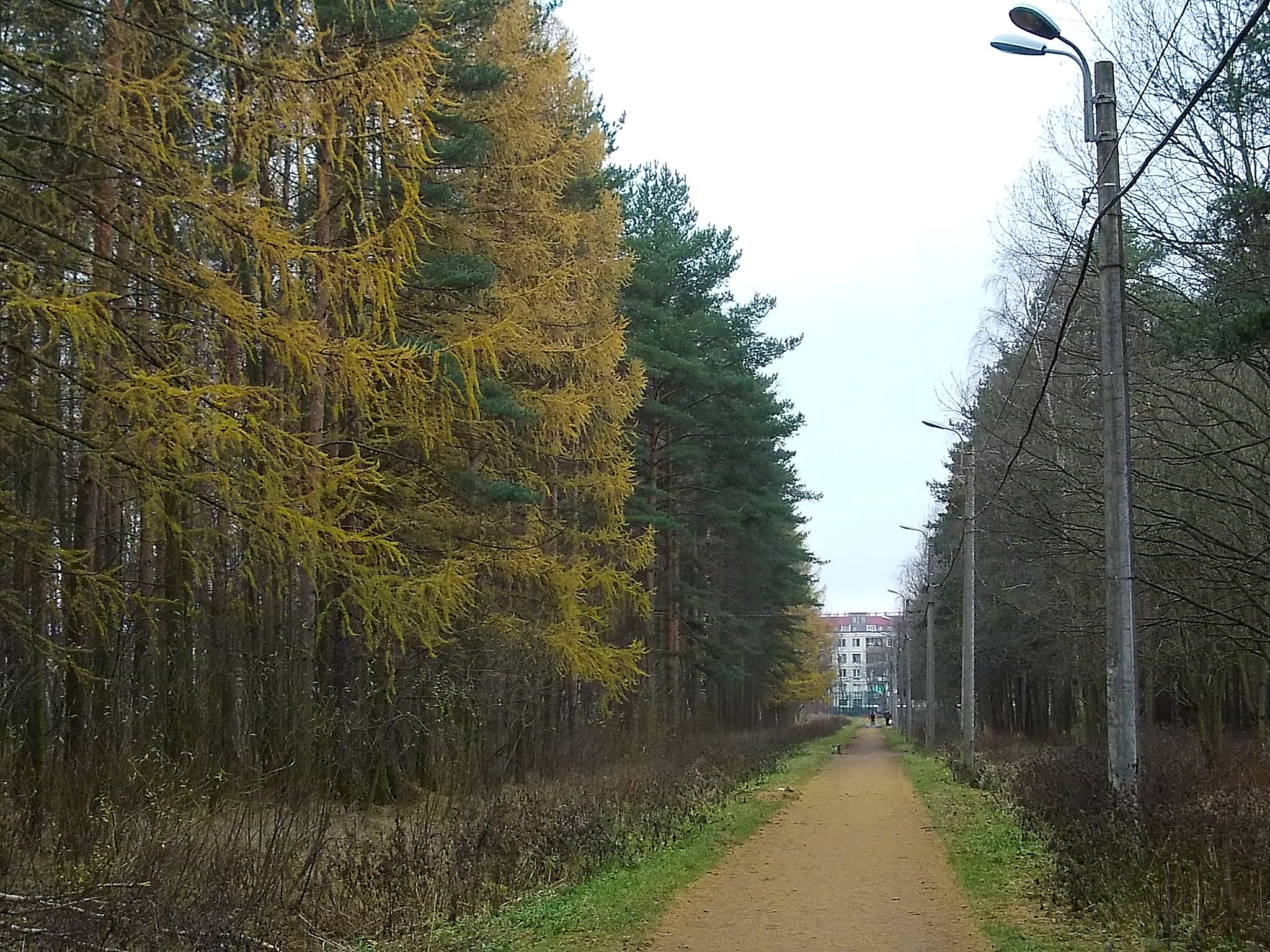
Allée dans la partie sud du parc
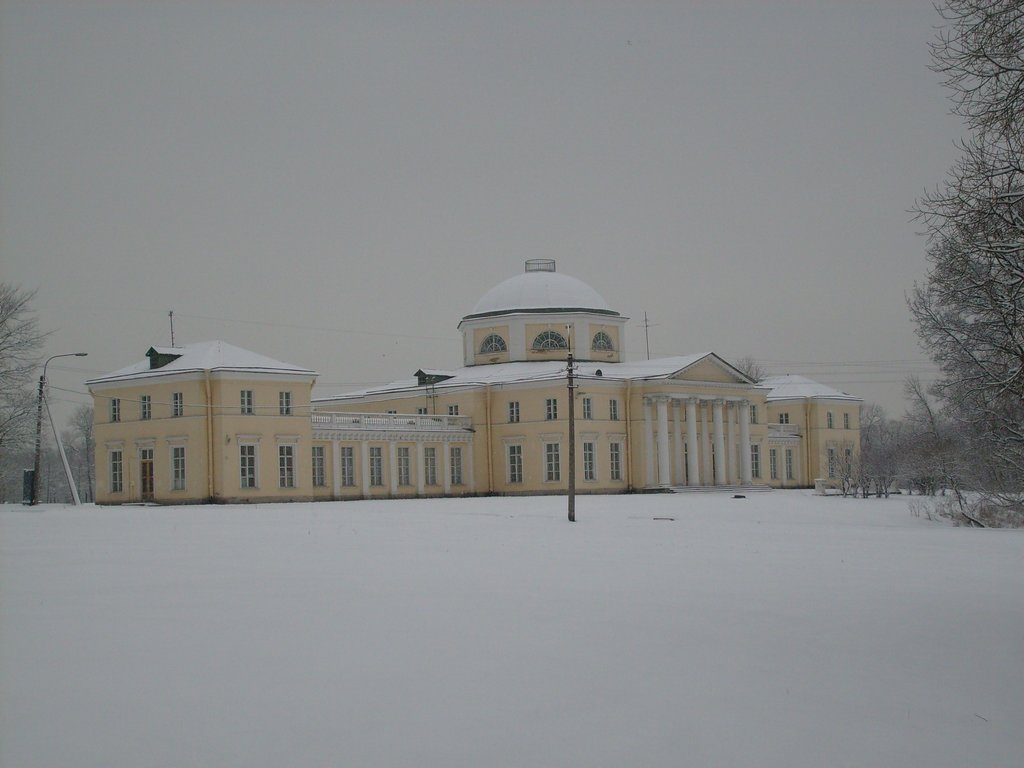
Manoir en 2008
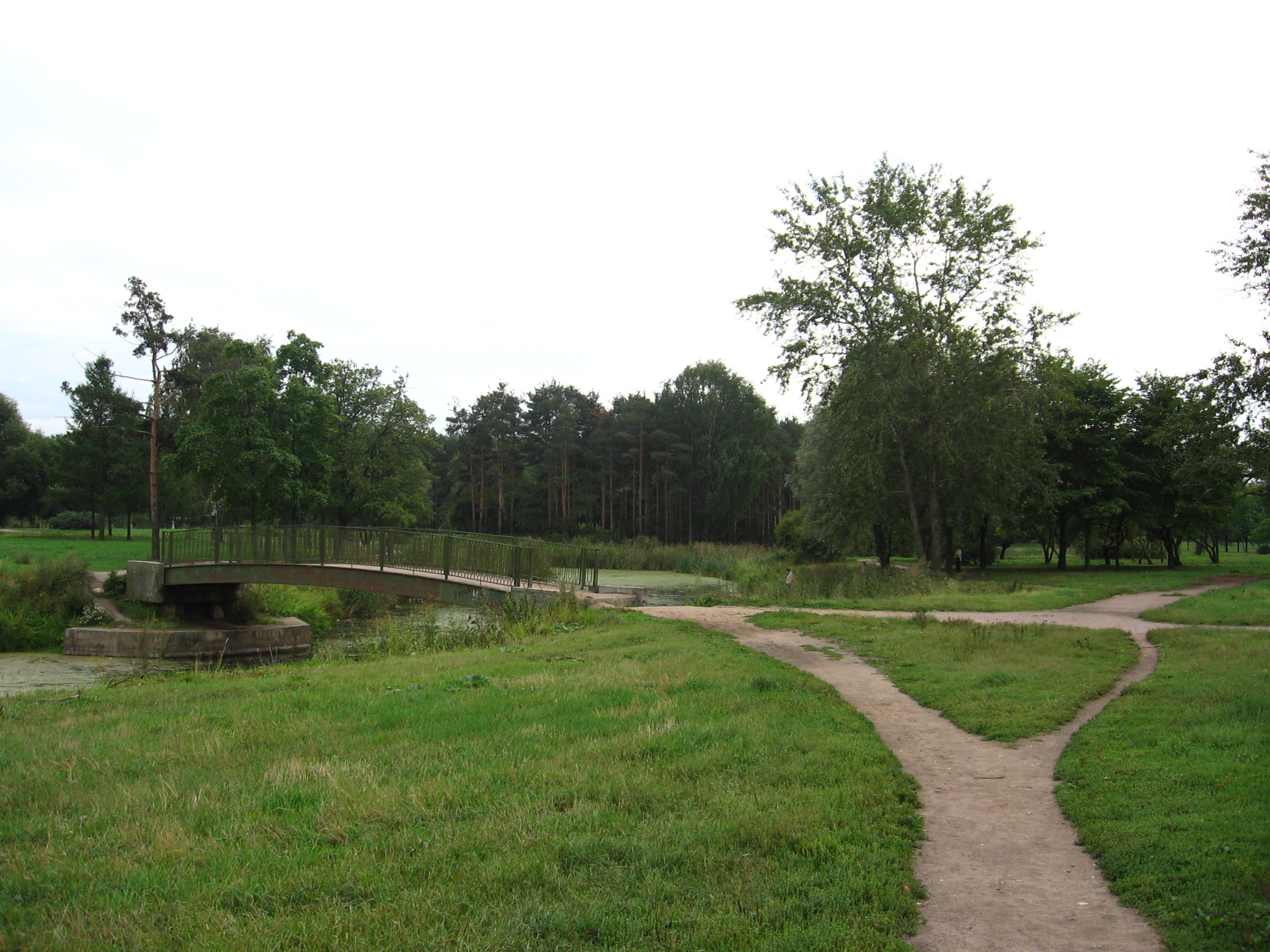
Sentiers